# Thiên thần của quỷ
Thiên thần của quỷ (tiếng Ý: Vallanzasca – Gli angeli del male; tiếng Anh: Angels of Evil hay Vallanzasca - Angels of Evil) là bộ phim điện ảnh Ý năm 2010, thuộc thể loại tội phạm, tiểu sử, giật gân. Phim được đạo diễn bởi Michele Placido. Dựa theo cuốn tiểu sử Il fiore del male. Bandito a Milano (Bông hoa của quỷ dữ. Tướng cướp thành Milan) về trùm cướp ngân hàng Renato Vallanzasca, được viết bởi Carlo Bonini.

## Nội dung
Bộ phim kể trùm tướng cướp khét Italia thập niên 1970, từng nhiều lần vượt ngục, từ những vụ án đầu tiên đến lúc được ân xá. Bộ phim khắc họa Vallanzasca có tính cách thẳng thắn, sòng phẳng; một tên tội phạm có tâm tính rốt đẹp.
Renato Vallanzasca từ nhỏ phải sống nghèo khổ cùng Enzo và Antonella gây dựng một nhóm nhỏ chuyên trộm vặt, phá phách. Được các anh em tôn trọng Vallanzasca trở thành trưởng nhóm, khi trưởng thành, Antonella rời đi nơi khác trong khi Vallanzasca và nhóm tiếp tục vùng vẫy. Một lần, họ bất ngờ gặp Antonella đang cặp bồ với Francis Turatello, một trùm xã hội đen hùng mạnh nhất nhì Milan; Vallanzasca muốn làm quen với Turatello nhưng bị khước từ và coi thường. Vallanzasca ấm ức và tìm cách bành trướng tranh dành địa bàn của Francis khi hắn đi vắng, thời gian này anh quen một cô gái giang hồ tên Carmen, họ nhanh chóng kết hôn.
Vallanzasca bị bắt sau khi thực hiện một vụ cướp và nhận tôi thay đàn em, lúc này Carmen có bầu và sắp sinh. Để đại ca không phải xấu hổ thì Enzo và đàn em tìm đến gây sự băng Turatello, tay chân thân tín của Turatello cũng không để yên và tìm đến đe dọa Carmen và con trai. Vài năm sau sau cô lấy người khác, Vallanzasca ra tù cùng đàn em trả thù Turatello, sau một vụ xả súng kinh hoàng, cả hai phe đều án binh bất động.
Trong thời gian Turatello ở ẩn, cả nhóm Vallanzasca liên tiếp thực hiện các vụ cướp ngân hàng khắp Milan và phía bắc Italy, trở thành nỗi ám ảnh cho các ngân hàng. Enzo ngày càng lún sâu vào ma túy và thường xuyên gây ra các rắc rối, hắn làm giấy tờ giả cho Vallanzasca và đánh rơi chúng khi đang phê thuốc và bắn chết người. Một lần khác, khi tổ cướp một ngân hàng, tên này cũng ngáo và bắn chết một nhân viên ngân hàng, mọi tội lỗi đổ lên đầu Vallanzasca khiến anh phải ở ẩn một thời gian. Trong một lần giúp đàn em tẩu thoát, Vallanzasca bị bắt và ngồi chung tù với Turatello, hai người nhanh chóng hiểu được các ân oán khi xưa là do đám đàn em tự ý gây ra. Hai người trở thành bạn thân, cùng chia sẻ quyền lực trong tù, Turatello bày cho Vallanzasca việc kết hôn, sinh con để để được thoải mái hơn. Vallanzasca làm theo, anh chọn đại một trong số những phụ nữ gửi thư hâm mộ mình và tổ chức kết hôn trong tù; nhưng anh biết chuyện bố mẹ mình bị nhóm lạ mặt tấn công đòi tiền, đúng dịp Enzo bị bắt vào cùng nhà tù này. Biết chắc Enzo là chủ mưu đánh bố mẹ mình, Vallanzasca cùng Turatello dàn dựng vụ bạo động và tự tay xử lý Enzo. Vallanzasca được đưa đến nhà tù có mức an ninh cao nhất Italy, ít lâu sau thì nhận tin Turatello bị thế lực mới giết chết trong tù.
Thời gian sau, Vallanzasca giả bệnh và được chuyển sang nhà tù khác, nhân cơ hội anh ta đào tẩu và tìm đến Antonella, cùng giấy tờ giả hai người quyết định ở ẩn. Nhưng trong một lần lái xe trên đường, Vallanzasca bị cảnh sát dừng xe, anh ta chủ động tự thú danh tính và chịu để bị bắt, một sĩ quan trẻ thực tập, người đã dừng xe anh được khen thưởng. Vallanzasca ngồi tù thêm vài năm nữa rồi nộp đơn xin giảm án, khôn lâu sau anh được ân xá và sống cùng người phụ nữ anhh đã kết hôn trước đấy.

## Diễn viên
- Kim Rossi Stuart...vai.. Renato Vallanzasca
- Filippo Timi...vai.. Enzo (bạn thân Renato)
- Paz Vega...vai.. Antonella D'Agostino
- Moritz Bleibtreu...vai..  Sergio
- Francesco Scianna...vai..  Francis Turatello (trùm xã hội đen Milan)
- Lia Gotti...vai.. Carmen
- Toni Pandolfo...vai.. Spaghettino
- Valeria Solarino...vai.. Ripalta Pioggia (Consuelo)
- Lino Guanciale...vai..Nunzio
- Nicola Acunzo...vai.. Rosario
- Gaetano Bruno...vai..Fausto
- Paolo Mazzarelli...vai..Beppe

## Sản xuất
Năm 2008, 20th Century Fox chấp thuận dự án phim về Renato Vallanzasca cho Michele Placido, đề nghị ông làm đạo diễn với kinh phí 7 triệu Euro. Ban đầu ông không quan tâm lắm, sau đó đã đồng ý sau khi Kim Rossi Stuart tìm và cho biết muốn được đóng vai chính. Placido lần đầu công bố về bộ phim năm 2009, theo đó ông có kế hoạch thực hiện Vallanzasca và hai phim khác.
Bộ phim được biên kịch bởi năm người trong đó có Michele Placido và Kim Rossi Stuart.

## Phát hành
Phim được chiếu tại Liên hoan phim Giffoni, Liên hoan phim Venezia năm 2010.

### Tại Italy
20th Century Fox đảm nhận phát hành bộ phim sau khi nó được nhà sản xuất tìm đến hai hãng Medusa Film và Rai Cinema, nhưng hai hãng đã từ chối. Ngày 12 tháng 7 năm 2010, Michele Placido cho biết hai hãng trên từ chối vì "sự tôn trọng đạo đức giả" ở Ý.
Vallanzasca ban đầu được lên lịch vào tháng 10 năm 2010, 20th Century Fox đã trì hoãn đến 17 tháng 12.

### Tại Hoa Kỳ
Phim được phát hành năm 2011 với tựa đề Angel of Evil.

### Tại Việt Nam
Phim được phát sóng một vài lần trong khung giờ phim điện ảnh (23h00) trên VTC14, và Phim cuối tuần VTC1 vào năm 2013.

## Phản hồi
Bộ phim được người dùng đánh giá 48% trên Rotten Tomatoes, và 6.8/10 trên IMDb.

## Giải thưởng
- - Nomination Miglior attore protagonista a Kim Rossi Stuart
  - Nomination Migliore fotografia a Arnaldo Catinari
  - Nomination Migliore scenografia a Tonino Zera
  - Nomination Migliori costumi a Roberto Chiocchi
  - Nomination Miglior trucco a Francesco Nardi e Matteo Silvi
  - Nomination Migliori acconciature a Claudia Pallotti e Teresa Di Serio
  - Nomination Miglior montaggio a Consuelo Catucci
  - Nomination David Giovani a Michele Placido
- 2011 - Nastro d'argento / Giải Ruy băng Bạc[11]
  - Diễn viên chính xuất sắc: Kim Rossi Stuart
  - Biên tập phim xuất sắc : Consuelo Catucci
  - Nhạc phim xuất sắc : Negramaro
- 2011 - Ciak d'oro
  - Diễn viên chính xuất sắc : Kim Rossi Stuart[12]
- 2011 - Premio Flaiano
  - Kích bản chuyển thể xuất sắc : Kim Rossi Stuart
- 2011 - Bobbio Film Festival
  - Diễn viên xuất sắc : Kim Rossi Stuart
  - Giải đặc biệt "Libertà" chuyển thể xuất sắc : Kim Rossi Stuart